# Робинсон, Сильвия
Си́львия Ро́бинсон (англ. Sylvia Robinson; 6 марта 1936, Нью-Йорк, США — 29 сентября 2011, Нью-Джерси, США — американская певица, музыкант, музыкальный продюсер и исполнительный директор студии звукозаписи, наиболее известная по своей деятельности в качестве учредителя/главного исполнительного директора студии звукозаписи Sugar Hill Records. Её заслуга состоит в том, что она стала движущей силой в появлении двух эпохальных синглов в жанре хип-хоп. Её первый сингл – «Восхищение Рэпера» Rapper's Delight в исполнении группы The Sugarhill Gang. Он стал первой рэп песней, изданной в стиле хип-хоп. Вторым стал «The Message» в исполнении группы Grandmaster Flash & the Furious Five.

## Биография
Сильвия Робинсон при рождении в 1936 году в Нью-Йорке носила имя Sylvia Vanderpool (или Vanterpool). В 1950 году под именем Little Sylvia она начала запись музыки в студии Columbia Records. В 1954 году она сформировала дуэт с гитаристом из штата Кентукки по имени Mickey Baker, который учил её игре на гитаре. В 1956 году этот дуэт, известный как Mickey & Sylvia, записал Bo Diddley и рок-н-ролл-сингл, принадлежавший руке Джоди Уильямса, под названием «Love is Strange», который достиг номера 11 в чарте в хит-параде наиболее популярных Ритм-н-блюз- и хип-хоп-песен в США, известного как Hot R&B/Hip-Hop Songs, в начале 1957 года Позже дуэт распался и Сильвия вышла замуж за Joe Robinson. В 1961 году дуэт возобновился.
В 1966 году чета Робинсонов переехала в штат Нью-Джерси, где основала студию сольной музыки под названием All Platinum Records. Хитами явились «I Won’t Do Anything», «Not on the Outside», «Love on a Two-Way Street».
В 1970 году Робинсоны учредили студию звукозаписи Sugar Hill Records. Компанию назвали в честь богатого культурой афроамериканского района Манхэттэна, известного как Гарлем.
Сильвия сотрудничала с группой Grandmaster Flash & the Furious Five при создании наиболее успешного сингла, известного как «The Message». Заслуга этого сингла рэп песни в том, что он внес социально значимую лирику в хип-хоп.
По тому, как была достигнута коммерциализация рэп-записей, Робинсон величают матерью современного хип-хопа. Песня «Rapper’s Delight» внесла рэп на общественную музыкальную сцену, революционизировала музыкальную индустрию.
В 1972 году Робинсон под простым именем «Сильвия» записала «Pillow Talk». Запись немедленно стала хитом, достигнув номера 1 в Hot R&B/Hip-Hop Songs в 1973 году. В мае 1973 года она получила «золотой диск» от R.I.A.A. за два миллиона дисков.
В возрасте 75 лет Робинсон умерла от хронической сердечной недостаточности 29 сентября 2011 года в госпитале Meadowlands в Секокусе (Нью-Джерси).

## Дискография

### Mickey & Sylvia
С Мики Бейкером.
- 1957: Mickey & Sylvia
- 1957: New Sounds
- 1957: Love is Strange
- 1973: Do It Again
- 1996: The Willow Sessions
- 1997: Love is Strange: A Golden Classics Edition

### Sylvia
- 1973: Pillow Talk
- 1976: Sylvia
- 1977: Lay It On Me
- 1990: The Great Works of Sylvia & George: Queen & King of Sweet N.J.